# Babylon (canción)

“Babylon”, es un corte Flamenco - árabe y supuso la vuelta de la cantante Coral Segovia a los escenarios, después de su participación en Salvemos Eurovisión.

## Anécdota del tema
A finales del 2008, Coral presentó su candidatura a la preselección de TVE y MySpace para Eurovisión 2009. El tema se titula “Babylon”, y que en palabras de la propia artista, supone una fusión entre los ritmos árabes y los españoles.
La canción está compuesta por el productor Julián Pinilla y José Juan Santana (autor entre otros temas de “La reina de la noche”), a quién Coral conoció en el Congreso OGAE Second Chance en España. 
Una semana después de presentar el tema y ante los comentarios aparecidos en algunas páginas web, se descubrió que la canción colgada en el Myspace de la cantante no era la mezcla definitiva. 
Muchos fanes criticaron la mala calidad de la voz de la artista, por lo cual dichos productores precisaron que: “La canción fue subida a MySpace ayer por cuestiones de finalización de plazo. En las mezclas realizadas en Milán, por error se han eliminado las pistas finales y se ha mezclado la música con pruebas de calentamiento de voz”.
Aunque la canción colgada en el Myspace no era la mezcla definitiva, el tema se posicionó entre los 5 favoritos por votos de los eurofans. Tanto los productores y la propia artista aclararon que se estaba trabajando para solucionar los antes posible “el error” y subir la versión final. 
Una versión que nunca salió a la luz por lo cual decidieron retirarse de la Preselección a Eurovisión.
- Datos: Q5715987